# KNM Potentilla (K214)
KNM Potentilla (K214) je bila korveta razreda flower Kraljeve norveške vojne mornarice, ki je bila operativna med drugo svetovno vojno.

## Zgodovina
16. januarja 1942 je Kraljeva vojna mornarica predala HMS Potentilla (K214) Norveški, ki jo je 13. marca 1944 vrnila Združenemu kraljestvu.